# Shūkan Gendai
Le Shūkan Gendai (週刊現代, "Hebdomadaire actuel") est un magazine japonais fondé en 1959 par la maison d'édition Kodansha. Le Shūkan Gendai est dans le créneau des scandales politiques, du sport, des célébrités ; avec des photos de filles nues ; des articles sur les sorties de films ; des critiques littéraires ; et d'autres articles qui peuvent intéresser la clientèle cible : les salaryman. 

## Notoriété
Le magazine est connu en dehors du Japon, dans son rôle dans le scandale qui a conduit les gymnastes roumaines Corina Ungureanu, Lavinia Miloşovici et Claudia Presăcan à être bannies de toutes compétitions et de poste d'entraîneuse dans leur pays pour une période de cinq ans, parce qu'elles ont été prises en photos de façon érotique en portant le maillot de l'équipe nationale. 